# Beinn Dorain
Beinn Dorain är ett berg i Storbritannien.   Det ligger i kommunen Argyll and Bute och riksdelen Skottland, i den nordvästra delen av landet, 600 km nordväst om huvudstaden London. Toppen på Beinn Dorain är 1 076 meter över havet.
Terrängen runt Beinn Dorain är huvudsakligen kuperad.Runt Beinn Dorain är det mycket glesbefolkat, med 4 invånare per kvadratkilometer. Närmaste större samhälle är Dalmally, 18,9 km sydväst om Beinn Dorain. Trakten runt Beinn Dorain består i huvudsak av gräsmarker.